# Bendorf (Francia)
Bendorf (Bànderf in alsaziano) è un comune francese di 232 abitanti situato nel dipartimento dell'Alto Reno nella regione del Grand Est.

## Storia
Nelle sue vicinanze furono costruite alcune torrette di avvistamento a partire dal II secolo quale sistema difensivo del limes germanico-retico dell'impero romano, fino all'abbabdono definitivo avvenuto nel 260 sotto la pressione delle genti barbare degli Alemanni (vedi a tal proposito invasioni barbariche del III secolo).

## Società

### Evoluzione demografica
Abitanti censiti